# Recea (okręg Ardżesz)
Recea – wieś w Rumunii, w okręgu Ardżesz, w gminie Recea. W 2011 roku liczyła 1753 mieszkańców.